# Acido (sapore)
L'acido è uno dei cinque sapori percepiti dalla bocca umana. Viene stimolato dalla presenza di ioni positivi tipica delle soluzioni acide.
Con i termini aspro o agro si designa normalmente acidità di elevata intensità, come, ad esempio, nella frutta acerba.

## Biochimica
Il sapore acido viene rilevato da un piccolo sottoinsieme di cellule distribuite su tutte le papille gustative chiamate cellule recettoriali del gusto di tipo III. Gli ioni H+ (protoni) che abbondano nelle sostanze acide possono entrare direttamente nelle cellule del gusto di Tipo III attraverso un canale protonico. Questo canale è stato identificato nel 2018 come otoperina 1 (OTOP1). Il trasferimento di carica positiva nella cellula può esso stesso innescare una risposta elettrica. Anche alcuni acidi deboli, come l'acido acetico, possono penetrare nelle cellule del gusto; Gli ioni idrogeno intracellulari inibiscono i canali del potassio, che normalmente funzionano per iperpolarizzare la cellula. Attraverso una combinazione di assunzione diretta di ioni idrogeno attraverso i canali ionici OTOP1 (che a sua volta depolarizza la cellula) e l'inibizione del canale iperpolarizzante, l'acidità fa sì che la cellula del gusto attivi potenziali d'azione e rilasci neurotrasmettitori.

## Presenza nei cibi
Gli alimenti più comuni con acidità naturale sono la frutta, come limone, lime, uva, arancia, ribes rosso, tamarindo, e alcuni cibi fermentati, come vino, aceto, caffè e yogurt. Nella cucina orientale è presente la salsa agrodolce, che combina i sapori dell'agro e del dolce. La nota acida è presente spesso anche in dolci e caramelle, a causa della presenza di acido citrico o acido malico, ed è gradito più dai bambini che dagli adulti.
L'acidità presente in una sostanza alimentare la caratterizza per la riconoscibile nota "elettrizzante" (percezione di vivacità) e per freschezza gustativa (come accade, ad esempio, nel vino) per l'indotta produzione di salivazione.